# Randy Blythe

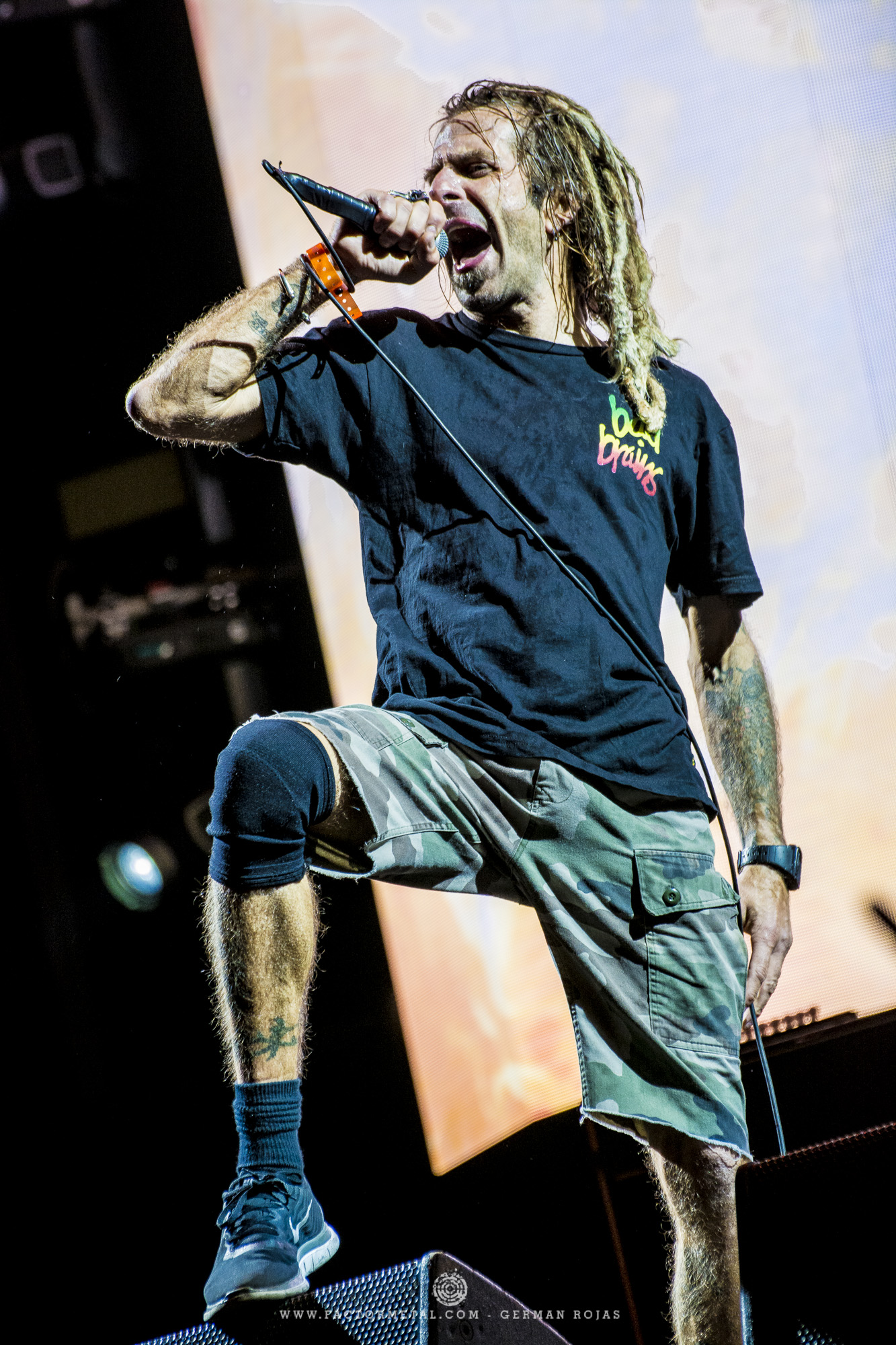
Blythe mit Lamb of God (2017)

David Randall „Randy“ Blythe (* 21. Februar 1971 in Richmond, Virginia) ist ein US-amerikanischer Musiker. Er ist seit 1994 Sänger der Metal-Band Lamb of God. Außerdem war er bei der Produktion des 2005 erschienenen Albums Hunter der Band A Life Once Lost mitbeteiligt. Halo of Locusts ist der Name seines Nebenprojektes; mit diesem coverte er den Song Dixie Whiskey der Gruppe Eyehategod für das Tribute-Album For the Sick.

## Werdegang
Als Teenager zählten Bands wie Sex Pistols, Misfits, Bad Brains, Anthrax, Motörhead, Slayer und Pantera zu Blythes musikalischen Vorbildern.
Er ist in Metal – A Headbanger’s Journey zu sehen. Des Weiteren hatte er eine Rolle in dem Horrorfilm The Graves, welcher 2009 ausgestrahlt wurde. Regisseur des Films war Brian Pulido. Außerdem ist er auf der DVD der Gesangstrainerin Melissa Cross aus New York zu sehen, welche schon Corey Taylor unterrichtet hat. Diese DVD trägt den Titel Zen of Screaming. Auf der DVD (Set This) World Ablaze von Killswitch Engage ist Blythe in der 85-minütigen Dokumentation zu sehen. Auf der DVD Elegies von Machine Head hat Blythe einen weiteren Auftritt.

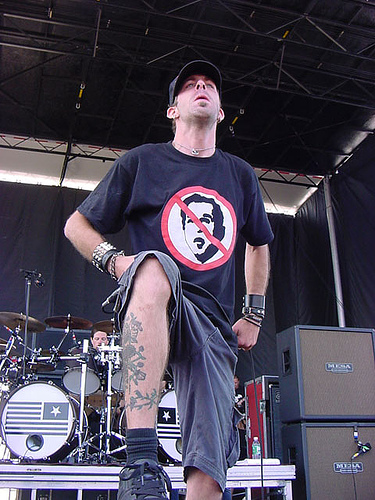
Blythe während eines Auftritts beim Ozzfest 2004

Am 5. Januar 2012 gab Blythe in seinem offiziellen Blog bekannt, dass er für die Präsidentenwahl 2012 kandidieren werde. Sein Wahlslogan lautet „Fuck the dumb shit. Let’s get real here“. Diese Meldung wurde wenig später vom Magazin Revolver und von Roadrunner Records bestätigt. Letztlich nahm er aber nicht an der Wahl teil.
Im Juni 2012 wurde Blythe auf dem Flughafen in Prag bei der Einreise nach Tschechien wegen Verdachts auf Körperverletzung mit Todesfolge verhaftet und in das Gefängnis Pankrác gebracht. Wie Prager Medien berichteten, bezogen sich die Ermittlungen auf eine Schlägerei zwischen dem Leadsänger der Band und einem Fan während eines Konzertes in Prag am 24. Mai 2010. Blythe hatte demnach einen Fan von der Bühne gestoßen, der dabei auf den Hinterkopf stürzte und nach mehrwöchigem Koma verstarb.
Am 3. August 2012 wurde Blythe aus der Haft entlassen. Am 3. Dezember 2012 wurde bekannt, dass gegen Blythe in Prag Anklage wegen Totschlags erhoben wurde.
Am 5. März 2013 erfolgte laut Medienberichten der Freispruch Blythes durch das Gericht. Eine Revision der Staatsanwaltschaft wurde vom Obersten Gericht der Tschechischen Republik verworfen. Im Jahr 2013 begann er mit dem Schreiben seiner Memoiren, welche 2015 bei Da Capo Press erschienen.
2021 übernahm Blythe eine Nebenrolle in der von Ash Avildsen kreierten Serie Paradiesstadt (Paradise City), in welcher er die Rolle des Leadsängers der fiktiven Band Over It All übernahm.

## Diskographie

### Burn the Priest
- Demo Tape (1995, Eigenproduktion)
- Split-Album mit ZED (1997, Goatboy Records)
- Split-Album mit Agents of Satan (1998, Deaf American Recordings)
- Sevens and More (1998)
- Burn the Priest (1999, Legion Records)

### Gastmusiker
- The Way of All Flesh (2008) von Gojira – Gesang auf "Adoration for None"
- Absentee (2008) von Pitch Black Forecast – Gesang auf "So Low"
- Lesser Traveled Waters (2008) von Gollum – Gesang auf "Cross-Pollenation"
- Immortalis (2007) von Overkill – Gesang auf "Skull and Bones"
- Hunter (2005) von A Life Once Lost – Gesang auf "Vulture"
- Without Any Remorse (2004) von Bloodshoteye – Gesang auf "F.U.B.A.R"
- The Mercury Lift (2003) von Haste – Gesang auf "God Reclaims His Throne"
- Iron Gag (2007) von A Life Once Lost – Gesang auf "Pigeonholed"
- Icons of the Illogical (2009) von The Kris Norris Projekt – Leadgesang
- Retribution (2009) von Shadows Fall – Gesang auf "King of Nothing"
- Jasta (2011) von Jasta – Gesang auf "Enslaved, Dead or Depraved"
- Ending Is The Beginning: The Mitch Lucker Memorial Show (Live) (2014) von Suicide Silence – Gesang auf "You Only Live Once"
- Bloodlust (2017) von Body Count – Gesang auf "Walk with Me…"
- Tshiong (2017) von Chtonic – Gesang auf "Souls of the Revolution"
- Ritual (2018) von Soulfly – Gesang auf "Dead Behind the Eyes"
- Anesthetic (2019) von Mark Morton – Gesang auf The Truth Is Dead mit Alissa White-Gluz
- Ategnatos (2019) von Eluveitie – Gesang auf Worship
- Veritas (2023) von P.O.D. – Gesang auf Drop
- Te Rā (2025) von Alien Weaponry - Gesang auf Taniwha